# Palazzo del Governo (Campobasso)
Il Palazzo del Governo di Campobasso nacque all'inizio del XVIII secolo per volere di Agostino Santellis per destinarlo a monastero delle suore carmelitane. Questo desiderio non fu mai realizzato e, nel tempo, fu destinato a parecchi usi.
Nel 1810 divenne sede di luogo di pena fino al 1862 quando i detenuti vennero trasferiti nell'apposita costruzione poco lontana.
Nel 1856 il Consiglio della Provincia di Molise affidò all'architetto Oscar Capocci l'incarico di presentare un progetto di ristrutturazione al fine di destinarlo a palazzo degli uffici. Esso fu consegnato nel 1861 e lo completò, con modifiche, nel 1862.
Le finestre acquisirono uno stile neoclassico in allineamento alla facciata della contigua chiesa cattedrale.
Fu sede della Prefettura, del Consiglio Provinciale, della Questura e del Commissariato di Governo.